# Мегасинклінорій
Мегасинклінорій (рос. мегасинклинорий, англ. megasynclinorium, нім. Megasynklinorium n) — складна гірська споруда, що складається з синкліноріїв і підлеглих їм антикліноріїв нижчого порядку. Дзеркало складчастості занурюється до осьової зони. Виникає в кінці геосинклінального розвитку при порівняно невеликому піднятті і неповній інверсії прогину.
Мегасинклінорій — складається з декількох антикліноріїв та синкліноріїв, згрупованих так, що синклінальна структура розташована в центральній частині — наприклад, у західній частині складчастої області Верхояно-Чукотки між Верхоянським антиклінорієм та серединною масою Колими.